# ویسل‌لی (گوی‌چای)
ویسل‌لی (به لاتین: Veysəlli) یک منطقه مسکونی در جمهوری آذربایجان است که در شهرستان گوی‌چای واقع شده است. ویسل‌لی ۲۷۸ نفر جمعیت دارد.